# دانييل فاجيانو
دانييل فاجيانو (بالإيطالية: Daniele Faggiano)‏ ( مواليد 10 يناير 1978، كوبرتينو) هو مدير رياضي إيطالي، والمدير رياضي لنادي سامبدوريا الإيطالي.